# Friedrich Stolz (Philologe)

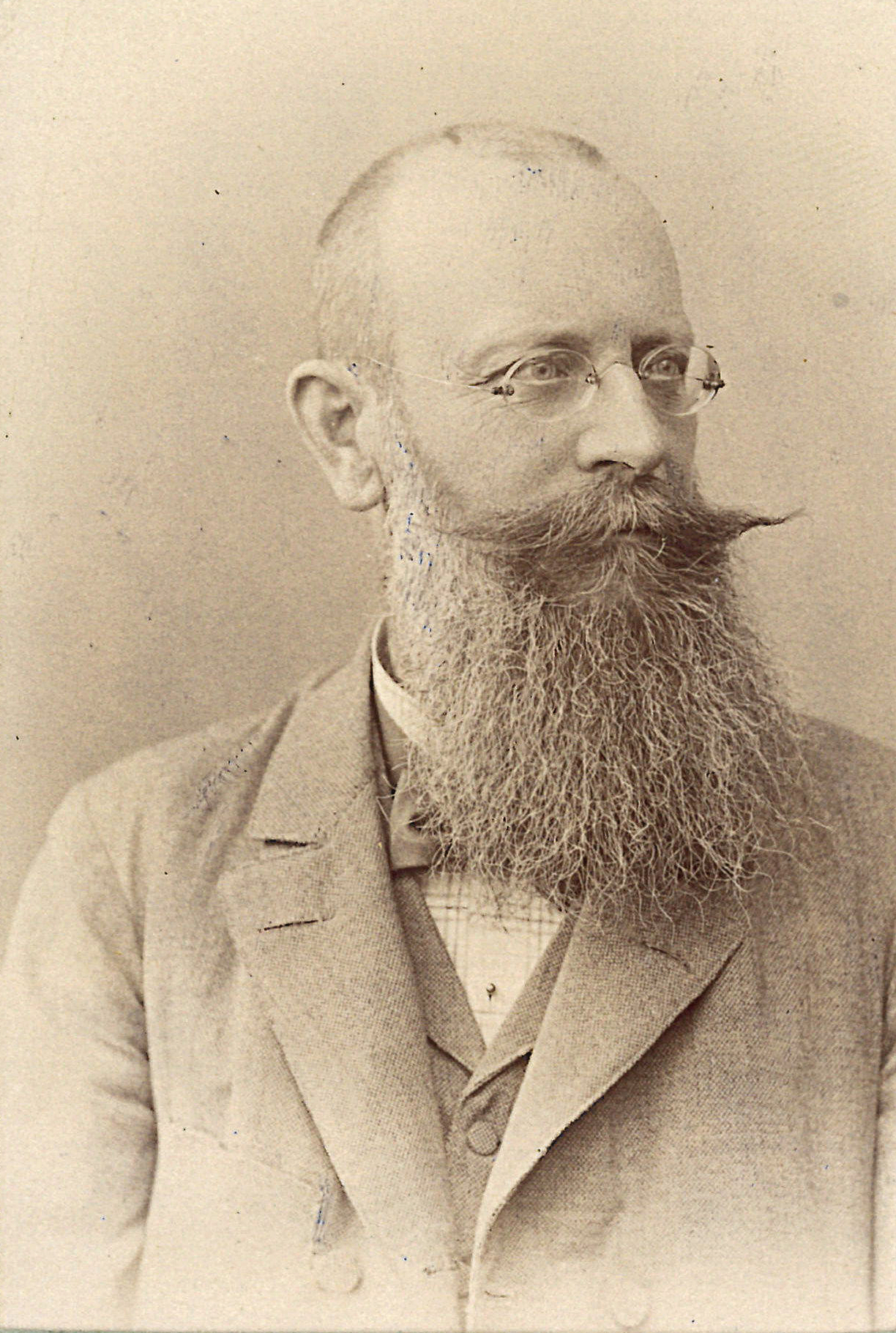
Friedrich Stolz porträtiert zur vorletzten Jahrhundertwende für ein Fakultätsalbum der Universität Innsbruck

Friedrich Stolz (* 29. Juli 1850 in Hall in Tirol; † 13. August 1915 in Innsbruck) war ein österreichischer Indogermanist.

## Leben
Friedrich Stolz war einer von drei Söhnen des Psychiaters Joseph Stolz (1811–1877). Der Mathematiker Otto Stolz war sein älterer Bruder.
Stolz studierte ab 1868 Klassische Philologie an der Universität Innsbruck, wo ihn Johannes Müller, August Wilmanns und ganz besonders Bernhard Jülg förderten. 1868 schloss er sich auch dem Corps Rhaetia Innsbruck an. Das Wintersemester 1871/72 verbrachte er an der Universität Leipzig, wo ihn Friedrich Ritschl und Georg Curtius an die lateinische Sprachwissenschaft heranführten. Er wurde Mitglied des Klassisch-Philologischen Vereins Leipzig im Naumburger Kartellverband. Ab Frühjahr 1872 arbeitete er als Hilfslehrer (Supplent) am königlich-kaiserlichen Staatsgymnasium zu Görz; im Herbst wechselte er an das Staatsgymnasium zu Graz. Gleichzeitig besuchte er Lehrveranstaltungen an der Universität Graz bei Karl Schenkl. Dort bereitete er seine Promotion vor, die am 26. März 1874 stattfand. Bereits ein Jahr zuvor war Stolz nach Klagenfurt versetzt worden. Von dort aus habilitierte sich Stolz am 6. Februar 1879 an der Universität Innsbruck für das Fach Klassische Philologie.
Nach dem Tod seines Lehrers Jülg (1886) wurde Stolz zu seinem Nachfolger bestellt. Während sein Vorgänger eine ordentliche Professur innegehabt hatte, wurde Stolz jedoch nur als außerordentlicher Professor bestellt. Zum 7. Februar 1887 trat er den Lehrstuhl an, der bezeichnenderweise von der Klassischen Philologie zur Vergleichenden Sprachwissenschaft umgewidmet wurde. Neben sprachwissenschaftlichen Vorlesungen und Übungen war Stolz auch mit der Abhaltung von philologischen Lehrveranstaltungen beauftragt. Zum 1. Jänner 1890 wurde er zum ordentlichen Professor ernannt, 1894/1895 zum Dekan gewählt, 1898/1899 zum Rektor ernannt und 1911 mit dem Titel „Hofrat“ ausgezeichnet. Die Kaiserlichen Akademie der Wissenschaften zu Wien wählte ihn zum korrespondierenden Mitglied. Aus gesundheitlichen Gründen trat er 1912 vorzeitig in den Ruhestand. Nachfolger wurde sein Schüler Alois Walde, der sich als Erster in Innsbruck für Sprachwissenschaft habilitiert hatte.
Friedrich Stolz starb nach langer, schwerer Krankheit am 13. August 1915.
Im Zentrum seiner Forschung stand die lateinische und griechische Grammatik und Sprachforschung. Neben zahlreichen Monografien und Aufsätzen verfasste er in der Reihe Handbuch der Altertumswissenschaft gemeinsam mit Joseph Hermann Schmalz (1846–1917) die Lateinische Grammatik: Laut- und Formenlehre, Syntax und Stilistik. In diesem Buch stellte Stolz die lateinische Grammatik auf der Grundlage breiter Forschung systematisch dar. Das Werk erschien 1885, 1890, 1900 und 1910 in vier Auflagen. Nach seinem Tod wurde es von Manu Leumann neu bearbeitet.

## Schriften
- mit Carl Friedrich Wilhelm Müller, Heinrich Blase, Gustav Landgraf, Josef Golling: Historische Grammatik der Lateinischen Sprache. 3 Bände, Teubner, 1894 bis 1903 (mit Supplement 1908)
- mit Albert Debrunner, Wolfgang P. Schmid: Geschichte der lateinischen Sprache. 4. Auflage, De Gruyter, 1966
- mit J. H. Schmalz: Lateinische Grammatik : Laut- und Formenlehre; Syntax und Stilistik. Mit einem Anhang über Lateinische Lexikographie von Ferdinand Heerdegen, Handbuch der klassischen Altertumswissenschaft in systematischer Darstellung, Abteilung 2, Band 2,2. Beck, München 1910